# Trnava, Jagodina
Trnava (izvirno srbsko Трнава) je naselje v Srbiji, ki upravno spada pod Mesto Jagodina; slednja pa je del Pomoravskega upravnega okraja.

## Demografija
V naselju, katerega izvirno (srbsko-cirilično) ime je Трнава, živi 1729 polnoletnih prebivalcev, pri čemer je njihova povprečna starost 36,8 let (36,8 pri moških in 36,8 pri ženskah). Naselje ima 666 gospodinjstev, pri čemer je povprečno število članov na gospodinjstvo 3,36.
To naselje je, glede na rezultate popisa iz leta 2002, večinoma srbsko, a v času zadnjih 3 popisov je opazen porast števila prebivalcev.
|  |

| Demografija | Demografija     | Demografija     |
| Leto        | Št. prebivalcev | Št. prebivalcev |
| ----------- | --------------- | --------------- |
|             |                 |                 |
|             |                 |                 |
|             |                 |                 |
|             |                 |                 |
| 1948        | 565             |                 |
| 1953        | 571             |                 |
| 1961        | 685             |                 |
| 1971        | 1110            |                 |
| 1981        | 1536            |                 |
| 1991        | 1938            | 1784            |
| 2002        | 2395            | 2237            |
|             |                 |                 |

| Etnična sestava po popisu iz leta 2002 | Etnična sestava po popisu iz leta 2002 | Etnična sestava po popisu iz leta 2002 | Etnična sestava po popisu iz leta 2002 | Etnična sestava po popisu iz leta 2002 |
| -------------------------------------- | -------------------------------------- | -------------------------------------- | -------------------------------------- | -------------------------------------- |
| Srbi                                   | Srbi                                   |                                        | 2.213                                  | 98,92%                                 |
| Jugoslovani                            | Jugoslovani                            |                                        | 6                                      | 0,26%                                  |
| Črnogorci                              | Črnogorci                              |                                        | 4                                      | 0,17%                                  |
| Hrvati                                 | Hrvati                                 |                                        | 2                                      | 0,08%                                  |
| Slovenci                               | Slovenci                               |                                        | 2                                      | 0,08%                                  |
| Makedonci                              | Makedonci                              |                                        | 1                                      | 0,04%                                  |
| Neznano                                | Neznano                                |                                        | 0                                      | 0,0%                                   |